# Andrômeda XXXI
Andrômeda XXXI, também conhecida como Lacerta I, é uma galáxia anã esferoidal que está situada no Grupo Local perto da Galáxia de Andrômeda, Andrômeda XXXI está localizada a 275 ± 7 kpc e foi descoberta em 2013 pelo Pan-STARRS 1. Sua magnitude absoluta na banda V é de -11,7 ± 0,7 e seu raio efetivo é de 912 ± 124 pc. Situa-se na constelação de Lacerta. A velocidade radial heliocêntrica de Andrômeda XXXI é de -198,4 ± 1,1 km⋅s-1 e sua dispersão de velocidade central é de 10,3 ± 0,9 km⋅s-1. E tem uma metalicidade de -2,0 ± 0,1.